# Nauhea
Nauhea tapa es una especie de araña araneomorfa de la familia Gnaphosidae. Es la única especie del género monotípico Nauhea.  

## Distribución
Es originaria de Nueva Zelanda.